# Joe am Wedding

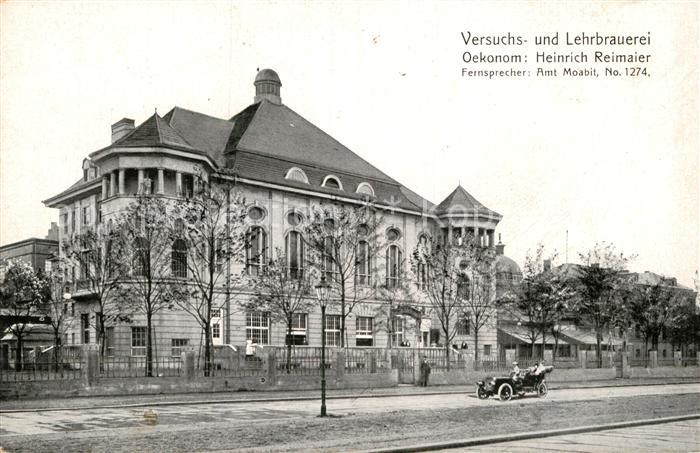
Das Gebäude in der Amrumer Straße vor 1920

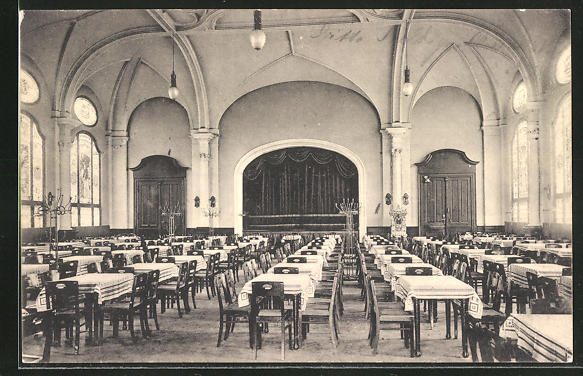
Der ursprüngliche Saal

Joe am Wedding war von 1985 bis 1996 eine Erlebnisgaststätte im ehemaligen Festsaal der Versuchs- und Lehrbrauerei des Instituts für Gärungsgewerbe im Berliner Ortsteil Wedding mit Platz für 3000 Gäste. Die Räumlichkeiten wurden für Diskothek und Livemusik genutzt, unter anderem fanden dort auch Großveranstaltungen und für Berlin wichtige Partys statt.
Das Gebäude beherbergte ursprünglich den Festsaal der Versuchs- und Lehranstalten, die gemeinsam das Institut für Gärungsgewerbe betrieben; der Festsaal wurde nach Kriegszerstörungen 1956 neu gebaut. Später wurde er an private Betreiber übergeben.
Die Gaststätte befand sich zeitweise im Eigentum der Berliner Engelhardt-Brauerei, die den Betrieb an Detlef „Joe“ Gerhardt verpachtet hatte. Dieser betrieb auch Joe's Bierhaus, das Joe am Ku'damm und die Großraumdisco Pleasure Dome. Geleitet im Tagesbetrieb wurde die Disco zeitweise von Norbert Raeder. Pleite ging das Joe vor allem durch die Verluste des Pleasure Domes, die das Joe am Wedding nicht auffangen konnte, wodurch es mit in die Insolvenz geriet.
Joe am Wedding spielte Livemusik. Insbesondere hatte sich Joe auf Country-Musik, Rock ’n’ Roll und Oldies spezialisiert. So traten dort unter anderem Mitglieder der Puhdys auf, als die Band gerade aufgelöst war, die Mamas and Papas einige Jahre nach ihren größten Erfolgen oder Peter Behrens, nachdem er Trio verlassen hatte. Helga Hahnemann hatte 1988 ihren ersten Auftritt im Westen im Joe am Wedding. 1989 erhielt Walter Momper den Roten Schal, der sein öffentliches Bild in den folgenden Jahren bestimmte, in der Diskothek. Die Rot-Grüne Koalition feierte die erfolgreiche Regierungsbildung nach der Wahl zum Abgeordnetenhaus im Joe, Momper erhielt den Schal vom Wirt. In den 1990ern nahm das RIAS-Tanzorchester die RIAS-Radioshow in der Diskothek auf. Die Atmosphäre war zu dieser Zeit bereits so, dass der damals teilnehmende Till Brönner das Joe am Wedding beschreibt als „ein Großlokal, das ganz zu Recht in den späten Neunziger pleite ging.“
Am 14. Mai 1991 schlossen sich im Joe am Wedding der VfB zu Pankow aus West-Berlin und Einheit Pankow aus Ost-Berlin – beide Nachfolger des ehemaligen VfB Pankow – wieder zum VfB Einheit zu Pankow zusammen.
Nach der Insolvenz des Joe versuchten verschiedene Betreiber ihren Erfolg mit der Gaststätte. In den folgenden Jahren hieß die im Gebäude ansässige Disco unter anderem Querbeet, Lighthouse und Palace. Zuletzt trug sie den Namen Kral und war eine türkisch-orientalische Disco. Im Zuge des Aus- und Umbaus der Versuchs- und Lehranstalt wurde der ehemalige Festsaal 2011 ganz abgerissen.